# Amauroderma kwiluense
Amauroderma kwiluense är en svampart som först beskrevs av Beeli, och fick sitt nu gällande namn av Leif Ryvarden 1974. Amauroderma kwiluense ingår i släktet Amauroderma och familjen Ganodermataceae.   Inga underarter finns listade i Catalogue of Life.